# Provincia de Vibo Valentia
Vibo Valentia (en italiano Provincia di Vibo Valentia) es una provincia de la región de Calabria, en Italia. Su capital es la ciudad de Vibo Valentia. Limita al norte y este con la provincia de Catanzaro y al sur con la ciudad metropolitana de Regio de Calabria y al oeste con el mar Tirreno.
Tiene un área de 1139 km², y una población total de 170.541 hab. (2001). Hay 50 municipios en la provincia (fuente: ISTAT, véase este enlace).